# Philosophical Transactions

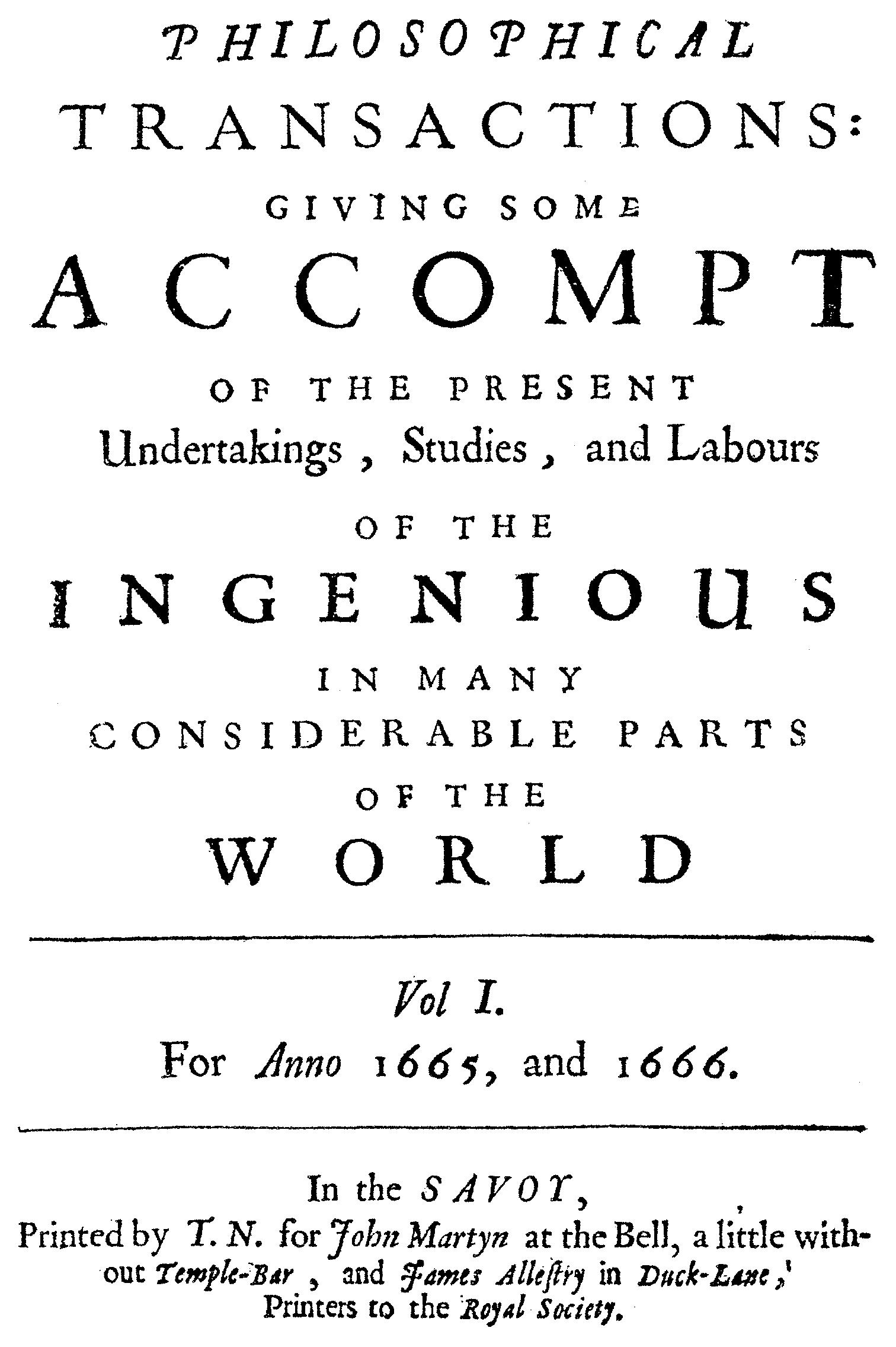
Titelblad van het eerste nummer van de Philosophical Transactions

Philosophical Transactions of the Royal Society of London, (dikwijls afgekort tot Philosophical Transactions of nog korter Phil. Trans.), is een wetenschappelijk tijdschrift van de Royal Society te Londen. Philosophical Transactions verscheen voor het eerst op 6 mei 1665, ongeveer drie maanden nadat Journal des savants van de Académie Royale des Sciences voor het eerst was verschenen. Daarmee was Philosophical Transactions het tweede wetenschappelijke tijdschrift in de wereld. De naam verwijst nog naar het feit dat destijds de natuurwetenschap nog onder de filosofie werd ingedeeld, vaak als "natuurfilosofie" of "experimentele filosofie".
Zes jaar na het oprichten van de Royal Society werd het blad voor het eerst uitgegeven door Henry Oldenburg. Vele eeuwen lang is Philosophical Transitions een toonaangevend tijdschrift geweest voor de wetenschap. Tegenwoordig is de publicatie gesplitst in twee delen, waarbij deel A handelt over wiskunde en natuurkunde-gerelateerde wetenschappen en deel B over biologie-gerelateerde wetenschappen. 
Alle artikelen uitgegeven na 1997 zijn tegenwoordig na 12 maanden gratis te downloaden op de website van de Royal Society. 